# Gobemouche de Zappey
Cyanoptila cumatilis
Espèce
Statut de conservation UICN

 NT  : Quasi menacé
Le Gobemouche de Zappey (Cyanoptila cumatilis (Temminck, 1909)) est une espèce de passereau appartenant à la famille des Muscicapidae.